# Nationale Musikakademie „Prof. Pantscho Wladigerow“
Die Nationale Musikakademie „Prof. Pantscho Wladigerow“ (bulgarisch Националната музикална академия „Проф. Панчо Владигеров“, Abkürzung ДМА) ist eine Musikhochschule in Sofia. Namensgeber ist der bulgarische  Komponist Pantscho Wladigerow, der fast vierzig Jahre am Institut als Professor lehrte.

## Geschichte
Am 21. Juli 1921 wurde nach einem Dekret des bulgarischen Zaren Boris III. das Bulgarische Staatskonservatorium (bulgarisch Българска държавна консерватория) gegründet. Nachdem das Konservatorium seit dem 2. März 1995 der vorgenannten Person gewidmet ist, trägt es die heutige Bezeichnung seit Mai 2006.
Die Akademie besteht aus zwei Gebäuden und bietet 30 Studiengänge in 3 Fakultäten an. Während eine Fakultät hauptsächlich Musiktheorie, Komposition und Dirigieren anbietet, wird man in der zweiten instrumental ausgebildet und in der dritten in Gesang, Tanz, Ballett und Jazz-Pop.

## Ehemalige und aktuelle Dozenten
- Paraschkew Chadschiew
- Assen Karastojanow
- Aleksandar Jossifow
- Aleksandar Iwanow Rajtschew
- Stefan Remenkow
- Georgi Robew
- Simeon Schterew
- Pantscho Wladigerow

## Berühmte Absolventen
- Assen Karastojanow
- Marin Goleminow
- Aleksandar Jossifow
- Konstantin Kostov
- Eduardo Kusnir
- Latschesar Prawtschew
- Aleksandar Iwanow Rajtschew
- Stefan Remenkow
- Simeon Schterew
- Peter Stupel